# Ligevægtskonstant
Ligevægtskonstanten ({\displaystyle K_{eq}}, nogle gange omtalt {\displaystyle K_{c}}) er en størrelse, der beskriver en opløsning ved kemisk ligevægt. Skønt det er en forsimpling, udtrykkes ligevægtskonstanten ofte ved brug af koncentrationer.

## Beskrivelse med koncentrationer
For en reaktion hvor stofferne A og B reagerer og danner S og T, vil der på et tidspunkt indfinde sig en ligevægt. Reaktionen kan skrives som:
{\displaystyle \alpha {\text{A (aq)}}+\beta {\text{B (aq)}}\rightleftharpoons \sigma {\text{S (aq)}}+\tau {\text{T (aq)}}}
hvor {\displaystyle \alpha }, {\displaystyle \beta }, {\displaystyle \sigma } og {\displaystyle \tau } er de støkiometriske koefficienter, og (aq) angiver, at stofferne er opløste i vand. Ved ligevægt er forholdet mellem koncentrationerne givet ved ligevægtskonstanten:
{\displaystyle K_{eq}={\frac {[S]^{\sigma }[T]^{\tau }}{[A]^{\alpha }[B]^{\beta }}}}
Klammerne [] angiver, at det er koncentration.

### Eksempel
Et simpelt eksempel er hydrogenchlorid (HCl) opløst i vand, hvilket giver saltsyre. HCl vil reagerer med vandet og danne hydronium ({\displaystyle {\text{H}}_{3}{\text{O}}^{+}}) samt chlorid ({\displaystyle {\text{Cl}}^{-}}). Reaktionen skrives:
{\displaystyle {\text{HCl (aq)}}+{\text{H}}_{2}{\text{O}}{\text{ (l)}}\rightleftharpoons {\text{Cl}}^{-}{\text{ (aq)}}+{\text{H}}_{3}{\text{O}}^{+}{\text{ (aq)}}}
hvor l angiver, at vandet er på væskeform.
Ligevægtskonstanten kaldes i dette tilfælde også syrestyrkekonstanten ({\displaystyle K_{s}}) og er givet ved:
{\displaystyle K_{s}={\frac {[{\text{H}}_{3}{\text{O}}^{+}][{\text{Cl}}^{-}]}{[HCl]}}}
Syrestyrkekonstanten for denne reaktion er:
{\displaystyle K_{s}=10^{6.3}{\frac {\text{mol}}{\text{L}}}}
hvilket svarer til, at stort set al HCl dissocierer. Saltsyre er således en stærk syre.

### Udledning
Udtrykket for syrekonstanten kan udledes ved at betragte en opløsning bestående af reaktanterne A og B. Kun hvis de støder sammen, vil de kunne reagere og danne produkterne S og T. Sandsynligheden {\displaystyle \rho } for at finde A på et bestemt sted i opløsningen må være proportional med koncentrationen [A] og tilsvarende for B.
{\displaystyle {\begin{aligned}\rho _{\text{A}}&\propto {\text{[A]}}\\\rho _{\text{B}}&\propto {\text{[B]}}\end{aligned}}}
Sandsynligheden for at A og B mødes er derfor proportional med de to koncentrationer ganget sammen: [A][B]. Skal 2 A reaktanter bruges i reaktionen må [A] ganges på to gange, dvs. [A]{\displaystyle ^{2}}[B]. For generelle støkiometriske koefficienter gælder det altså, at reaktionshastigheden {\displaystyle v_{1}} er:
{\displaystyle v_{1}=k_{1}[A]^{\alpha }[B]^{\beta }}
hvor {\displaystyle k_{1}} er en konstant. Reaktionshastigheden i den modsatte retning må have en tilsvarende relation:
{\displaystyle v_{2}=k_{2}[S]^{\sigma }[T]^{\tau }}
hvor {\displaystyle k_{2}} også er en konstant. Dette er massevirkningsloven. Både {\displaystyle v_{1}} og {\displaystyle v_{2}} regnes her som positive.
Hvis vand indgår i reaktionen, og den foregår i en vandig opløsning, bidrager vand blot med en faktor 1, da der er vand overalt.
I ligevægt ændrer koncentrationerne sig ikke, og de to hastigheder må derfor være lige store:
{\displaystyle {\begin{aligned}v_{1}&=v_{2}\\k_{1}[A]^{\alpha }[B]^{\beta }&=k_{2}[S]^{\sigma }[T]^{\tau }\end{aligned}}}
Konstanterne kan nu isoleres:
{\displaystyle {\frac {k_{1}}{k_{2}}}={\frac {[S]^{\sigma }[T]^{\tau }}{[A]^{\alpha }[B]^{\beta }}}}
hvilket er den ønskede ligning:
{\displaystyle K_{eq}={\frac {[S]^{\sigma }[T]^{\tau }}{[A]^{\alpha }[B]^{\beta }}}}
hvor brøken på venstre side defineres som ligevægtskonstanten:
{\displaystyle K_{eq}\equiv {\frac {k_{1}}{k_{2}}}}